# بيت العروضي (المفتاح)

تعديل مصدري - تعديل

بيت العروضي هي إحدى قرى عزلة الجبر الاعلى بمديرية المفتاح التابعة لمحافظة حجة، بلغ تعداد سكانها 644 نسمة حسب تعداد اليمن لعام 2004.